# Diocesi episcopale del Rhode Island
La diocesi del Rhode Island (in latino: Dioecesis de Rhodensis Insula) è una sede della Chiesa Episcopale situata nella regione ecclesiastica Provincia 1. Nel 2010 contava 18.380 battezzati. È attualmente retta dal vescovo W. Nicholas Knisely.

## Territorio
La diocesi comprende lo stato del Rhode Island (Stati Uniti).
Sede vescovile è la città di Providence, dove si trova la cattedrale di San Giovanni (Cathedral of St. John).
Il territorio si estende su 3.140 km² ed è suddiviso in 65 parrocchie.

## Storia
La diocesi è stata eretta nel 1790 da due sacerdoti e cinque laici, i rappresentanti delle quattro chiese originali della diocesi, la King's Church a Providence (1722), Trinity Church a Newport (1698), St. Paul a Narragansett (1707), e la St. Michael a Bristol (1720). Il primo vescovo ad essere stato eletto fu Samuel Seabury, che fu anche vescovo della Diocesi episcopale del Connecticut. Sotto il terzo vescovo del Rhode Island, Alexander Viets Griswold, la Chiesa Episcopale in Rhode Island arrivò a contare da 200 battezzati in quattro parrocchie a circa 2.000 battezzati in diciassette parrocchie. Questa crescita proseguì durante il vescovato di John P. K. Henshaw e Thomas March Clark, rafforzata da una forte immigrazione di Inglesi anglicani. Verso la fine del XIX secolo, la diocesi contava circa 35 parrocchie.
Nella prima metà del XX secolo, la Chiesa Episcopale in Rhode Island si incentrò sulle tensioni sociali, grazie al Vescovo William N. McVickar. La prima  diaconessa venne ordinata nel 1890 e, tra il 1910 e il 1914, il numero delle donne a ricoprire tale carica, era cresciuto da uno a sette. Sotto i vescovi James D. Perry e Granville G. Bennett, il numero delle parrocchie continuò a crescere.
Dal 1955 al 1972 la diocesi è stata guidata da John S. Higgins. Il Monsignore Frederick H. Belden divenne vescovo nel 1972 e ordinò la prima donna, Jo-Ann J. Drake al diaconato transitorio nel 1977e al sacerdozio nel 1978 e adottò nel 1979 il Libro delle preghiere comuni. Belden successe a George Hunt, che servì la diocesi dal 1980 al 1994. Hunt condusse una crociata per sensibilizzare il governo statale sui temi della corruzione, della criminalità organizzata e del gioco d'azzardo Nel 1996 Geralyn Wolf venne consacrata, diventando una delle poche donne vescovo della Chiesa episcopale degli Stati Uniti d'America.
Ci sono alcune parrocchie con una percentuale considerevole di battezzati afro-americani, e alcune congregazioni sono diventate vere e proprie case spirituali dei rifugiati a causa della guerra civile in Liberia. Ci sono due attive comunità episcopali di lingua spagnola: a Central Falls, e una a Cranston. La maggior parte delle congregazioni accolgono apertamente membri gay.

## Cronotassi dei vescovi

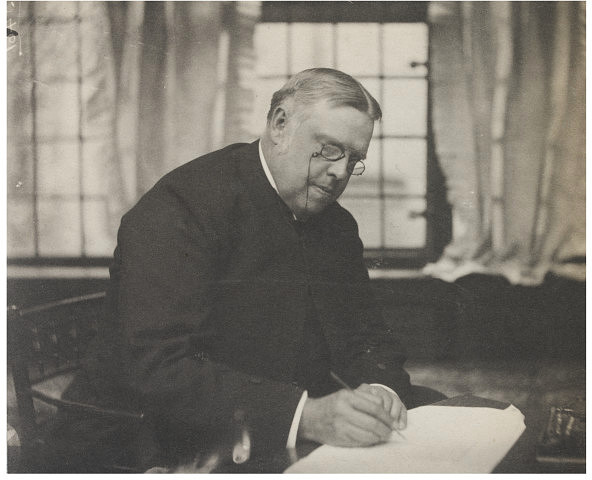
Il Vescovo McVickar

Questi sono i vescovi della Diocesi Episcopale del Rhode Island:
- Samuel Seabury (1790 - 1796)
- Edward Bass (1798 - 1803)
- Alexander Viets Griswold (1811 - 1843)
- John P. K. Henshaw (1843 - 1852)
- Thomas March Clark (1854 - 1903)
- William N. McVickar (1903 - 1910)
- James D. Perry (1911 - 1946)
- Granville G. Bennett (1946 - 1954)
- John S. Higgins (1955 - 1972)
- Frederick H. Belden (1972 - 1979)
- George N. Hunt, III (1980 - 1994)
- Geralyn Wolf (1996 - 2012)
- W. Nicholas Knisely, dal 2012

## Chiese episcopali del Rhode Island

### Contea di Bristol
- St. John's Episcopal Church, Barrington
- St. Matthew's Episcopal Church
- St. Michael's Episcopal Church, Bristol
- St. Mark's Episcopal Church, Warren - chiusa nel maggio 2010

### Contea di Kent
- Church of St. Andrew and St. Philip, Coventry
- St. Francis Episcopal Church, Coventry
- St. Matthias's Episcopal Church (archiviato dall'url originale il 18 maggio 2008), Coventry, RI
- St. Luke's Episcopal Church, East Greenwich,
- St. Mark's (archiviato dall'url originale il 19 ottobre 2008), Warwick
- St. Mary's Episcopal Church, Warwick
- All Saints' Episcopal Church (archiviato dall'url originale il 19 luglio 2011), Warwick
- St. Barnabas Episcopal Church (archiviato dall'url originale il 7 ottobre 2008), Warwick

### Contea di Newport
- St. Matthew's Parish (archiviato dall'url originale il 14 luglio 2014), Jamestown
- St. Andrew's-by-the-Sea, Little Compton
- Church of the Holy Cross, Middletown
- St. Columba's Chapel (Middletown)   homepage.
- St. George's School, Middletown
- Emmanuel Church (Newport)   homepage.
- St. George's Episcopal Church, Newport  - chiusa nel 2010
- Trinity Church (Newport)   homepage.
- Zabriskie Memorial Church of St. John the Evangelist Church, Newport
- St. Mary's Episcopal Church (archiviato dall'url originale il 4 giugno 2008), Portsmouth
- St. Paul's (archiviato dall'url originale il 14 luglio 2014), Portsmouth
- Holy Trinity Church, Tiverton

### Contea di Providence
- St. George's Episcopal Church, Central Falls
- St. David's on-the-Hill Episcopal Church (archiviato dall'url originale il 16 maggio 2008), Cranston
- Church of the Transfiguration (archiviato dall'url originale il 14 luglio 2014), Edgewood
- Church of the Ascension, Cranston
- Trinity Church (archiviato dall'url originale il 6 agosto 2019), Cranston
- Emmanuel Episcopal Church, Cumberland    homepage (archiviato dall'url originale l'8 dicembre 2008).
- St. John's Episcopal Church (archiviato dall'url originale il 14 settembre 2008), (Cumberland)
- Church of Epiphany East Providence
- St. Mary's Episcopal Church, East Providence
- Saint Thomas Episcopal Church and Rectory, Greenville
- Christ Church, Lincoln
- St. James, North Providence
- St. Alban's Episcopal Church (archiviato dall'url originale il 28 luglio 2011), (North Providence)
- Trinity Episcopal Church (archiviato dall'url originale il 2 novembre 2008), North Scituate]
- Calvary Episcopal Church (archiviato dall'url originale il 29 giugno 2008), Pascoag
- St. Luke's, Pawtucket
- Church of the Advent, Pawtucket
- Good Shepherd, Pawtucket
- Saint Paul's Church, Pawtucket  homepage
- St. Martin's, Pawtucket
- All Saints Memorial Church, Providence
- Saint Martin's Church, Providence  homepage.
- Grace Church, Providence
- St. Stephen's Church Providence  homepage.
- Cathedral of St. John, Providence
- Church of the Redeemer, Providence
- Church of the Messiah, Providence
- St. Peter's and St. Andrew's Church, Providence]  homepage (archiviato dall'url originale il 14 maggio 2008).
- St. Mark's, Riverside
- St. Michael & Grace, Rumford
- St. James's, Woonsocket

### Contea di Washington
- St. Thomas',[Alton
- St. Ann's by-the Sea Episcopal Church (archiviato dall'url originale il 4 gennaio 2014), Block Island
- Church of the Holy Spirit, Charlestown
- St. Elizabeth's, Hope Valley
- St. Augustine's Episcopal Church (archiviato dall'url originale il 24 luglio 2008), Kingston
- St. Peter's by-the-Sea Episcopal Church, Narragansett
- St. Paul's Episcopal Church, Wickford North Kingstown
- Chapel of St. John the Divine, Saunderstown
- Church of the Ascension (archiviato dall'url originale il 13 ottobre 2002), Wakefield
- Christ Church, Westerly
- St. Thomas's, Wood River Junction